# Akhalkalaki (municipalité)
La municipalité d'Akhalkalaki (en géorgien : ახალქალაქის მუნიციპალიტეტი) est un district de la région Samtskhé-Djavakhétie, en Géorgie, dont la ville principale est Akhalkalaki. 
Il compte 45 200 habitants au 1er janvier 2016 selon l'Office national des statistiques de Géorgie.    